# Соляник, Лилия Антоновна
Ли́лия Анто́новна Соля́ник (род. 11 октября 1941, Абрамовка, Оренбургская область) — советская и российская оперная певица (колоратурное сопрано), народная артистка РСФСР (1979).

## Биография
Лилия Антоновна Соляник родилась 11 октября 1941 года в селе Абрамовка Переволоцкого района Оренбургской области.
В 1959—1960 годах работала на промышленном предприятии в Днепропетровске. В 1967 году окончила Харьковский государственный институт искусств (класс Е. В. Козорезовой и И. М. Полян). В 1967—1969 годах выступала в Новосибирском государственном академическом театре оперы и балета.
В 1969—1992 годах была солисткой Пермского театров оперы и балета. Лишь на сезон 1987—1988 годов перешла в Бурятский театр оперы и балета.
За 20 лет работы в Пермском театре исполнила все партии для колоратурного сопрано. Обладает красивым голосом большого диапазона, прекрасной внешностью и сценическим обаянием, высоким профессионализмом и продуманностью каждого образа до мельчайших деталей, яркостью и выразительностью сценического языка, чувством стиля и безупречной интеллигентностью.
Выступала с сольными программами, участвовала в симфонических концертах. В начале 1990-х годов участвовала в создании кафедры сольного пения в Пермском институте искусства и культуры, преподавала (профессор, 1997). Избиралась в органы власти городского и областного уровня.

## Награды и премии
- Заслуженная артистка РСФСР (6.12.1973).
- Народная артистка РСФСР (17.05.1979).
- Лауреат 4-го Всесоюзного конкурса вокалистов им. Глинки (2-я премия, 1968, Киев).

## Партии в операх
- «Иван Сусанин» М. И. Глинки — Антонида
- «Травиата» Дж. Верди — Виолетта
- «Риголетто» Дж. Верди — Джильда
- «Бал-маскарад» Дж. Верди — Оскар
- «Иоланта» П. И. Чайковского — Иоланта
- «Лакме» Л. Делиба — Лакме
- «Искатели жемчуга» Ж. Бизе — Лейла
- «Лючия ди Ламмермур» Г. Доницетти — Лючия ди Ламмермур
- «Царская невеста» Н. А. Римского-Корсакова — Марфа
- «Снегурочка» Н. А. Римского-Корсакова — Снегурочка
- «Нежность» В. С. Губаренко — Нежность
- «Севильский цирюльник» Дж. Россини — Розина
- «Груди Терезия» Ф. Пуленка - Тереза/Терезий